# Meerbeek
Meerbeek är en ort i Belgien.   Den ligger i provinsen Flamländska Brabant och regionen Flandern, i den centrala delen av landet, 17 km öster om huvudstaden Bryssel. Meerbeek ligger 41 meter över havet och antalet invånare är 2 188.
Terrängen runt Meerbeek är platt. Runt Meerbeek är det tätbefolkat, med 709 invånare per kvadratkilometer.. Närmaste större samhälle är Bryssel, 17,2 km väster om Meerbeek. 
Trakten runt Meerbeek består till största delen av jordbruksmark.